# Paul Texier
Paul Gabriel Texier (ur. 28 kwietnia 1889 w Paryżu, zm. 29 lutego 1972 tamże) – francuski kolarz torowy, brązowy medalista mistrzostw świata.

## Kariera
Największy sukces w karierze Paul Texier osiągnął w 1910 roku, kiedy zdobył brązowy medal w sprincie indywidualnym amatorów podczas mistrzostw świata w Brukseli. W zawodach tych wyprzedzili go jedynie Brytyjczyk William Bailey oraz Niemiec Karl Neumer. Był to jedyny medal wywalczony przez Texiera na międzynarodowej imprezie tej rangi. Dwa lata wcześniej wystartował na igrzyskach olimpijskich w Londynie, gdzie brał udział w sześciu konkurencjach kolarskich. Najlepszy wynik uzyskał w wyścigu na 100 km, który ukończył na piątej pozycji. Ponadto w 1922 roku zdobył brązowy medal mistrzostw kraju. Dwukrotnie stawał na podium Grand Prix Paryża, ale nie zwyciężył.
Jego brat Marc również był kolarzem, olimpijczykiem z 1908.